# أعز الحبايب (فلم)
أعز الحبايب هو فيلم مصري عرض عام 1961، بطولة شكري سرحان وسعاد حسني وأمينة رزق وزكي رستم، ومن إخراج يوسف معلوف.

## قصة الفيلم
تدور أحداث الفيلم حول عائلة تتفرق مسارات حياة أفرادها؛ حيث يدخل الابن، الذي يعمل مهندسًا (شكري سرحان)، السجن بدلا من أبيه (زكي رستم) بتهمة الاتجار في المخدرات، وبعد خروجه يسافر إلى إحدى الدول العربية سعيًا وراء العمل، أما الابن الأكبر (نور الدمرداش) فيتزوج من امرأة سيئة الطباع تتفنن في إذلال والدة زوجها (أمينة رزق) التي تعيش معهم، مما يدفعها للهرب من أجل أن تعمل خادمة في إحدى المستشفيات، يعود الابن المسافر ويبحث عن أمه، بينما يصاب الابن الأكبر باحتراق، وفي المستشفى التي يعالج فيها يرى أمه، تعترف زوجة الابن الأكبر بما حدث فيطلقها زوجها، ويذهب الأبناء إلى المستشفى للعودة بالأم.

## طاقم التمثيل
- شكري سرحان: (مختار)
- سعاد حسني: (كوثر)
- أمينة رزق: (أمينة - الأم)
- زكي رستم: (إبراهيم أفندي - الأب)
- نور الدمرداش: (عبد الله)
- شريفة ماهر: (لواحظ)
- سهير الباروني: (سعاد)
- حسن البارودي: (المعلم خليفة)
- سامية رشدي: (والدة كوثر)
- إحسان شريف: (نازلي)
- ثريا فخري: (الخاطبة)
- ماري عز الدين: (والدة لواحظ)
- إسكندر منسي: (مصطفى - زوج سعاد)
- عباس رحمي: (الدكتور يحيى رمضان)
- ناني
- أحمد بالي
- عباس الدالي
- سعد منيب
- أحمد مدكور
- عبد الحميد بدوي
- وهبة حسب الله: (طبيب المستشفى)
- حمدي العشري: (مختار طفل)
- وزة: (كوثر طفلة)
- مرفت عطية: (سعاد طفلة)
- مختار محمد مصطفى: (عبد الله طفل)
- مشمش أندراوس: (طفل)
- مفتاح: (طفل)
- عبد المنعم بسيوني: (موظف الشركة)
- عبد المنعم سعودي: (طبيب)

## فريق العمل
- إخراج: يوسف معلوف
- قصة: عمر جميعي، هنري بركات
- سيناريو: يوسف عيسى، إبراهيم عبود
- حوار: إبراهيم عبود
- مدير التصوير: ألفيزي أورفانيللي
- مونتاج: فتحي قاسم
- إنتاج: أفلام هنري بركات
- توزيع: المتحدة للسينما (صبحي فرحات)